# こぐまレンサ
こぐまレンサは、ロクニシコージが週刊ヤングマガジンで2003年第49号から2004年第28号にかけて連載していた作品である。

## 概要
売れない小説家垣内有作によって「召喚」されたこぐま（以下、垣内により召喚されたこぐまは第1話の表記に従い「こぐま」と表記する）を狂言回し的な主人公とした奇妙なショートストーリーの要素を呈しているが、実際は画家の伊澤聡と、伊澤によって拉致監禁され、鎖で繋がれたた岩下みどりとの関係とリンク（連鎖）している。

## 登場人物

### 主要キャラクター
伊澤聡（グマンキ）
岩下を「ある目的で」拉致監禁をしたゲイの男性。母親から愛されずに育ったことを自覚しており、また伊澤が9歳の時に母親が再婚した貿易会社の社長により性的虐待を受けていた。その両親は大学1年の時に事故で死亡し、莫大な遺産と邸宅を受け継いだので食うには困らない。同級生である三宅に愛憎半ばの感情を抱いており、三宅の才能に嫉妬し、己の平凡さを自覚しつつも、三宅の画風やあごひげを真似たり、三宅の伊澤への半ば罵倒に近い発言をノートに記したりICレコーダーに撮ったりして自慰行為をすることがある。短期間で連載が終了するも、「町村ミル」名義で「モンキーレンチ」というタイトルの「世界中で最も不幸な人間を探す」という内容のマンガを描いたこともある。三宅のアドバイス的発言を受け「（マンガとリンクするような内容で）この世で最も不幸な人間を探すウェブサイト」を作成したり（この中に岩下が挙げられている）、「全く新しい文化、全く新しい言語でもう一回やり直したら全く新しい絵が描けるのでは」をヒントとし、自宅地下の核シェルターを改造した上で、その部屋を「チチェ」と名付けた「世界」と定義し、「新しい言語」として「チチェ語」を考案し、「新しい文化」として「食事は全てすりつぶして与えられる。味わうという文化はない」等の独自の世界観を設定し、岩下を拉致して、「コルカ」という新しい名前を与えたうえで子どもを産ませる。岩下を選んだのは伊澤と同じく「一番愛を渇望するときに誰の愛も受けなかった」弱い人間であると思ったため。子どもはグマンキとコルカの両方の名前を取り「コグマ」（以下、「グマンキとコルカの間の子どもである」コグマは第24話の表記に従い「コグマ」と表記）と名付けられる。
伊澤の目論見は成功し、コグマは6歳のときに全く新しい絵を描き、伊澤はこれを「花」と名付け自分の作品として発表し、伊澤が27歳のときに世界中の賞賛を得る。拉致後の様子を大学ノートに日記風にまとめていたが、受賞後に悪友が遊びに来るとの連絡があり、事件の発覚を恐れた伊澤はノートと共に銀行へ行く途中、水島によってノートを盗まれ、捨てられたところを垣内によって発見される。全く新しい世界の中で、歪んだ形ではあるものの、本当の「愛」を知った伊澤はコグマの求めに応じ絵の具を買いに出かけたところを、ノートを盗んだ水島らしき別人の子供を見かけ、追いかけようとしたところでトラックに轢かれ死亡する。
三宅曰く伊澤は「平凡」と評されているが、発想自体は三宅のもので、プロの小説家である垣内の手を経由したとはいえ、「チチェ」の内容自体は非凡なものがあり、三宅も薄々伊澤の非凡さを認めている節がある。
岩下みどり（コルカ）
9歳のときに交通事故で母親と弟が植物人間と思しき状態となり、父親が看護疲れで酒に逃げ、岩下に手を挙げるようになったため（伊澤も9歳のときに性的虐待に遭っている）自己評価の低いキャラクターとなる。16歳のときに伊澤に拉致されて地下の核シェルターに監禁されたうえ、レイプされて妊娠する。当初は反発し、逃げることを考えていたが、次第に打ち解けるようになる。当初はストックホルム症候群であると思っていたが、伊澤も岩下と同じく「弱い」人間であった事がわかり、伊澤を受け入れる。コグマを産んだ後幸福な生活を過ごすが、伊澤が死亡したため、核シェルターから出られないコルカは、自らの体をコグマに提供する。コルカは拉致の目的を最後まで知らされていなかった。
コグマ
グマンキとコルカの間に産まれた「全く新しい文化、全く新しい言語で」育てられた子ども。背中に羽がある。伊澤の目論見通り「全く新しい絵」を描き、伊澤は「自分の作品」として発表する。グマンキとコルカの死後も自分の排泄物で絵を描いていたが、瀕死の状態で伊澤のマネージャーに発見され、治療を施されるが、点滴、抗生物質の全てを「現代の医療を拒絶するように」受け付けず、死亡する。
こぐま
本編の主人公。垣内が悪魔を召喚する儀式を行う中で実体化した。垣内が召喚したあとに垣内が伊澤のノートを発見しているので、この時点でグマンキこと伊澤も生きており、コグマも死んでいないが、第23話にコグマの魂が転生したと思しき描写が見受けられる。
こぐまはコグマと違いプロポーションの良い高校生くらいの姿で描かれており、日本語もある程度理解する。しかし「全く新しい文化」で育った為、日本或いは人間界の常識に疎いところがある。他人の感情を理解することがうまくなく、それ故に非常識な振る舞いをすることが多い。興奮すると羽が飛び出し、裸を見られても平気である。運動神経は極めて高く、喧嘩も非常に強い。コミュニケーションにも難があり、チチェ語で「バンガミ」と呼ばれるスイカを目当てに高校へ行き、学校側の勘違いも手伝い高校に入学して水島と出会う（スイカは拉致後コルカが初めて食べた「固形状の食物」であった）。水島の母親が病院へ運ばれたときに焦った水島が車に轢かれそうになったところを身を挺して助けるが、その際にこぐまは胸倉をつかんで本気で怒ったことがある。当初は人間らしい感情がなかったが、水島と交流する中で次第に感情に目覚め、水島の為に居所としていた洞窟に絵の具で水島の顔を描く（これはこぐまが初めて「他人の為に」行った行為である）。水島は瞬時にそれを理解し、こぐまも「愛」という存在そのものに生まれ変わる。
水島
こぐまが入学した高校の同級生。ひょんなことでこぐまと関わり合いを持つ。イケメンで運動神経抜群で高校1年の時点でテニス部のホープとなっている。小さいころに父親を亡くし、母親の手で育てられて非常に貧しかった。忙しい母親に振り向いてもらおうと、母親にプレゼントするために伊澤からカバンをひったくり、ノートをゴミ箱に捨てるが、母親に一瞬でバレてしまい、殴られ、捨てたカバンを探すために川を一緒にあさった（水島はその時点で母親への愛を知る）。その後自首するも、拉致監禁の発覚を恐れた伊澤は被害届を提出しておらず、その後は更生する。こぐまのことは気にかかる存在らしく、「親の顔が見たい」という理由で自宅という名の洞窟へ行ったり、こぐまが退学した際には必死に庇ったりしていた。その後洞窟を訪問した水島はこぐまの抽象的な絵を見つけるが、それが水島の顔と理解する。
こぐまはその行動故に「天使」とも「悪魔」とも呼ばれていたが、水島はこぐまを「愛そのもの」とその本質を見抜いた。
垣内有作
「自分の魂と引き換えに後世に残るような名作を書きたい」と願い、こぐまを召喚した売れない小説家。水島の捨てた伊澤のノートを拾い、その衝撃的な内容に接し、「チチェ」の剽窃を決意する。「チチェ」は単行本も200万部突破するなど大ヒットを飛ばし、垣内の目的は達成したが、垣内が出席しなかった授賞式会場にセスナが突っ込み、妻、お世話になった編集担当者をはじめとする多数の命が犠牲となる。その後はホームレスへ身を窶すこととなる。
「チチェ」は伊澤が岩下を拉致した日記を、ある程度手を入れているとは思われるが、そのままトレースした内容である。したがってノートを盗んだ直前の出来事（伊澤が受賞した）までしか書かれていないはずで、その後は垣内のオリジナルストーリーであるが（それ故、小説を読んだ大城署の刑事である三井からは「グマンキの受賞後急につまらなくなる」「垣内の筆力に戻る」と批評されている）、グマンキがコルカとコグマを養えなかった理由以外の顛末はすべて一致している。
三宅
伊澤の同級生であり、幼少のころから天才と称され、在学中に既に個展を開催する等、将来を嘱望された美大生。それ故に「美」に関して非常に厳しく、特に自分のタッチや外見を真似する伊澤については「絵に愛がない」と痛烈に批判するが、その中でもアドバイスをする等しており、決して根っから嫌悪しているわけではないようである。伊澤が「花」で賞を受けた際は、「お前にあんな愛にあふれる絵が描ける訳はない」と嫉妬に似た発言もするが、図らずもその通りであった。
東堂
本作の舞台となる地域を管轄する大城署の刑事。刑事らしく鳥打帽を被り、いかめしい印象を持つ小柄な男。伊澤のカバンを窃盗した水島に「そのすばしっこさはテニス選手に向いているぞ」と冗談を飛ばしたことがある。伊澤が事故死した際、部下の三井から第一報を知らされている。その2か月後、伊澤の元マネージャーと合鍵屋によって地下核シェルターが開けられ、コグマを発見した際に捜査の指揮をとっているが、その捜査の過程の中で三井より「垣内の著書である『チチェ』の状況が似ている」との発言を得、垣内をマークするために民間業者からセスナをチャーターしたものの、操縦に失敗し、垣内が出席していると思われた（実際は妻が出席していた）パーティ会場に激突するという失態を演じる。上層部の判断で、世間の批判を避けるために伊澤聡の事件ともども闇に葬られることとなった。
衝突事件後半年、『チチェ』を読み「彼らは本当に幸福だったのであろうか」と自問自答をしていたが、こぐまが水島と手を繋ぐため放した風船を見た三井との会話の中で何となく結論らしきものを得たようである。
三井
東堂の部下の大城署の刑事。比較的長身で童顔。絵画や小説にある程度の興味があるようで、伊澤死亡の際も東堂に任せられ会見を進行している。衝突事件後半年経過した際の東堂との会話の中で、こぐまが放した風船を目撃し、東堂の「風船をなくしたら悲しい気持ちだろう」に対し、「笑顔であの風船を放ったのでは」と推測する。